# Huỳnh Trần Ý Nhi
Huỳnh Trần Ý Nhi (sinh ngày 18 tháng 6 năm 2002) là một nữ người mẫu người Việt Nam. Cô bắt đầu sự nghiệp người mẫu của mình thông qua việc đạt danh hiệu Á khôi 2 Duyên dáng Sinh viên Bình Định 2023. Năm 2023, cô là người đăng quang Hoa hậu Thế giới Việt Nam 2023 và đại diện cho đất nước tham dự tại Hoa hậu Thế giới 2025 và lọt vào Top 40 chung cuộc.

## Tiểu sử và học vấn
Huỳnh Trần Ý Nhi sinh năm 2002 tại thị trấn Tăng Bạt Hổ, huyện Hoài Ân, Bình Định. Cô từng theo học tại Trường Trung học cơ sở Tăng Bạt Hổ và Trường Trung học phổ thông Hoài Ân và cô từng là sinh viên ngành Quản trị Kinh doanh tại Trường Đại học Quốc tế, Đại học Quốc gia Thành phố Hồ Chí Minh. Hiện tại, cô đang du học tại Đại học Sydney. Cô từng đăng quang ngôi vị Á khôi 2 tại cuộc thi Duyên dáng Sinh viên Bình Định 2023 cùng giải phụ Người đẹp Truyền thông.

## Sự nghiệp

### Hoa hậu Thế giới Việt Nam 2023
Năm 2023, Ý Nhi đã ghi danh vào cuộc thi Hoa hậu Thế giới Việt Nam. Trước đêm chung kết, cô đã đạt được các giải phụ Người đẹp Thời trang, Top 16 Người đẹp Nhân ái, Top 5 Người đẹp Biển và Top 10 Người đẹp Bản lĩnh.
Tại đêm chung kết của cuộc thi diễn ra vào ngày 22 tháng 7 tại Bình Định, Ý Nhi chính thức đăng quang ngôi vị cao nhất của cuộc thi và được trao vương miện bởi hoa hậu tiền nhiệm Huỳnh Nguyễn Mai phương, Á hậu 1 là Đào Thị Hiền và Á hậu 2 là Huỳnh Minh Kiên.

### Hoa hậu Thế giới 2025
Với tư cách là người chiến thắng tại cuộc thi Hoa hậu Thế giới Việt Nam 2023, cô sẽ là đại diện Việt Nam tham dự Hoa hậu Thế giới 2025 và lọt vào Top 40 chung cuộc.

## Đời tư
Ngay sau khi đăng quang Hoa hậu Thế giới Việt Nam 2023, Ý Nhi đã công khai mối tình kéo dài 6 năm của mình là bạn trai Nguyễn Anh Kiệt, sinh năm 2002, hiện đang là sinh viên Đại học Kiến trúc Thành phố Hồ Chí Minh. Cả hai quen nhau từ lúc còn học trung học ở Bình Định. Khi được hỏi về việc liệu bạn trai có cần thay đổi gì sau khi cô đăng quang, Ý Nhi trả lời: "Tôi hiện tại đã ở một cương vị mới [...] Chắc chắn bạn trai của tôi cũng phải có những sự thay đổi nhanh chóng, tiến bộ nhiều hơn để có thể theo kịp tôi". Phát ngôn này đã trở thành một chủ đề tranh cãi lớn trên truyền thông Việt Nam cũng như mạng xã hội nước này. Anh Kiệt sau đó cũng lên mạng xã hội giải thích rằng bản thân không bị ảnh hưởng bởi những câu trả lời của bạn gái, đồng thời khuyên cộng đồng mạng "có cái nhìn khách quan" hơn đối với cô.
Trong một cuộc phỏng vấn không lâu sau khi đăng quang, Ý Nhi tiếp tục gây tranh cãi với phát ngôn về bạn bè đồng trang lứa. Theo Ý Nhi, trong khi giới trẻ Việt Nam cùng độ tuổi với cô dành thời gian cho việc ngủ, chơi, uống trà sữa, thì cô đã tham gia cuộc thi Hoa hậu; vì vậy bây giờ cô đã trưởng thành hơn, trở thành Hoa hậu và có công việc trong khi các bạn trẻ khác vẫn chỉ là sinh viên hoặc vừa học vừa làm. Phát ngôn này tiếp tục trở thành chủ đề gây tranh cãi trên các trang mạng xã hội.
Ngày 1 tháng 8 năm 2023, cô cùng hai Á hậu của cuộc thi Hoa hậu Thế giới Việt Nam 2023 ghé thăm bệnh nhân tại một bệnh viện cao cấp. Hình ảnh tân hoa hậu và á hậu với trang phục cầu kỳ đi kèm với vương miện tiếp tục trở thành đề tài tranh cãi trên các trang mạng xã hội trước khi ban tổ chức xác nhận đây không hoạt động từ thiện mà là hoạt động của các thi sinh nằm trong top 3 cuộc thi theo lịch trình với nhà tài trợ.
Sau 10 ngày đăng quang Hoa hậu Thế giới Việt Nam 2023, số lượng các nhóm tẩy chay (antifan) tăng lên nhanh chóng, thậm chí có nhóm hơn 600.000 thành viên.

## Thành tích
- Á khôi 2 Duyên dáng Sinh viên Bình Định 2023 với các giải phụ:
  - Người đẹp Truyền thông
- Đăng quang Hoa hậu Thế giới Việt Nam 2023 với các giải phụ:
  - Người đẹp Thời trang
  - Top 16 Người đẹp Nhân ái
  - Top 5 Người đẹp Biển
  - Top 10 Người đẹp Bản lĩnh
- Tham dự Hoa hậu Thế giới 2025. Và lọt Top 40 chung cuộc

## Một số nhận xét
Sau phát ngôn của Ý Nhi về câu trả lời liên quan đến Hàn Mặc Tử, Quang Trung, tiến sĩ khoa học Đoàn Hương nhận xét rằng cô bị thiếu thốn về kiến thức chứ không thể đơn thuần là vạ miệng. Còn Chủ tịch Hội Nhà văn Việt Nam Nguyễn Quang Thiều cho rằng Hoa hậu Ý Nhi không có ý ngạo mạn gì trong câu trả lời này, chỉ là do chưa được dạy dỗ kỹ lưỡng; "Rất nhiều người ở tuổi cô đã có những ứng xử rất văn hoá và hiểu biết. Sự thiếu hụt văn hoá làm cô trở nên kệch cỡm... Ngày nay, hầu hết những đứa trẻ 4 tuổi cũng đã biết phải chào ai trước khi đi nhà trẻ về".
Trưởng ban tổ chức cuộc thi Hoa hậu Thế giới Việt Nam, bà Phạm Thị Kim Dung đã có văn bản gửi đến các cơ quan chức năng "đề xuất chia sẻ, hỗ trợ Hoa hậu Huỳnh Trần Ý Nhi trước việc bị bạo lực mạng xã hội khi phát ngôn vụng về".